# Segle XXII aC
El segle XXII aC és un període de l'edat antiga de crisi generalitzada, amb el col·lapse de diverses monarquies i pobles per la manca d'aliments i les revoltes i invasions que aquest fet provoca. Inclou els esdeveniments transcorreguts entre els anys 2200 aC i 2101 aC.

## Política
La crisi econòmica provoca la caiguda del poder centralitzat entre els egipcis, és l'època de l'anomenat Primer període intermedi d'Egipte. A Mesopotàmia es produeix també un canvi dinàstic, amb Ur-Nammu al capdavant d'Ur. Lagash escapa parcialment a la crisi generalitzada gràcies al govern de Gudea.

## Economia i societat
Durant aquest segle es va produir una perllongada sequera (esdeveniment del kiloany 4,2) que va tornar desertes algunes zones abans habitades i va perjudicar l'agricultura planetària. A Egipte es van registrar inundacions catastròfiques que van provocar revoltes camperoles i fam, mentre que els habitants del nord de Mesopotàmia van haver d'emigrar cap al sud en busca d'aliment. Per acabar, a la Xina el canvi climàtic va suposar la desaparició de diverses cultures neolítiques.

## Invencions i descobriments
L'emperador Yu crea sistemes de reg adaptats a la realitat xinesa per fer front al canvi meteorològic.

## Art, cultura i pensament
Es va començar a posar per escrit l'Epopeia de Guilgameix, el poema èpic més antic conservat, que va influir àmpliament en la narrativa occidental. Han arribat també tauletes amb reculls sobre les desgràcies esdevingudes amb la sequera, així com invocacions als déus per sortir de la crisi.